# Köllnischfeld (Naturschutzgebiet)
Das Köllnischfeld ist ein Naturschutzgebiet in der niedersächsischen Stadt Springe in der Region Hannover.
Das Naturschutzgebiet mit dem Kennzeichen NSG-HA 245 ist circa 755,4 Hektar groß. Es ist vollständig Bestandteil des FFH-Gebietes „Süntel, Wesergebirge, Deister“ und sichert den in der Region Hannover liegenden Teil dieses FFH-Gebietes. Nach Nordosten grenzt es an das Landschaftsschutzgebiet „Norddeister“, nach Westen und Südwesten an das Landschaftsschutzgebiet „Süd-Deister“. Das Gebiet steht seit dem 15. November 2019 unter Naturschutz. Zuständige untere Naturschutzbehörde ist die Region Hannover.
Das Naturschutzgebiet liegt nordwestlich von Springe im Deister. Es stellt ein Laubwaldgebiet auf einem historisch alten Waldstandort unter Schutz, das von Buchenwäldern dominiert wird. Die Buchenwälder sind dabei je nach Standort als Hainsimsen- bzw. Waldmeister-Buchenwälder ausgeprägt. Im Süden des Naturschutzgebietes sind im Bereich des Fahrenbrinks Hangschluchtwälder ausgeprägt, die an teilweise steilen Hängen stocken. Hier gesellen sich zur Rotbuche vielfach Bergahorn, Bergulme und Esche. Nur kleinflächig vorhanden sind Eichenwälder sowie entlang von Bachauen und Quellbereichen Erlen-Eschenwälder. Vereinzelt stocken Nadelforste, denen Laubbäumen beigemischt sind. Die Laubwälder im Naturschutzgebiet verfügen teilweise über einen hohen Alt- und Totholzanteil.
Ein Bereich auf dem Meinsberg im Süden des Naturschutzgebietes ist als 65,1 Hektar großes Naturwaldreservat ausgewiesen. Das Gebiet mit überwiegend naturnahen Buchen-Altbeständen wird seit 1970 nicht mehr forstwirtschaftlich genutzt. In der Krautschicht siedeln unter anderem Bärlauch, Buschwindröschen, Waldveilchen, Waldmeister, Waldzwenke und Waldsegge.

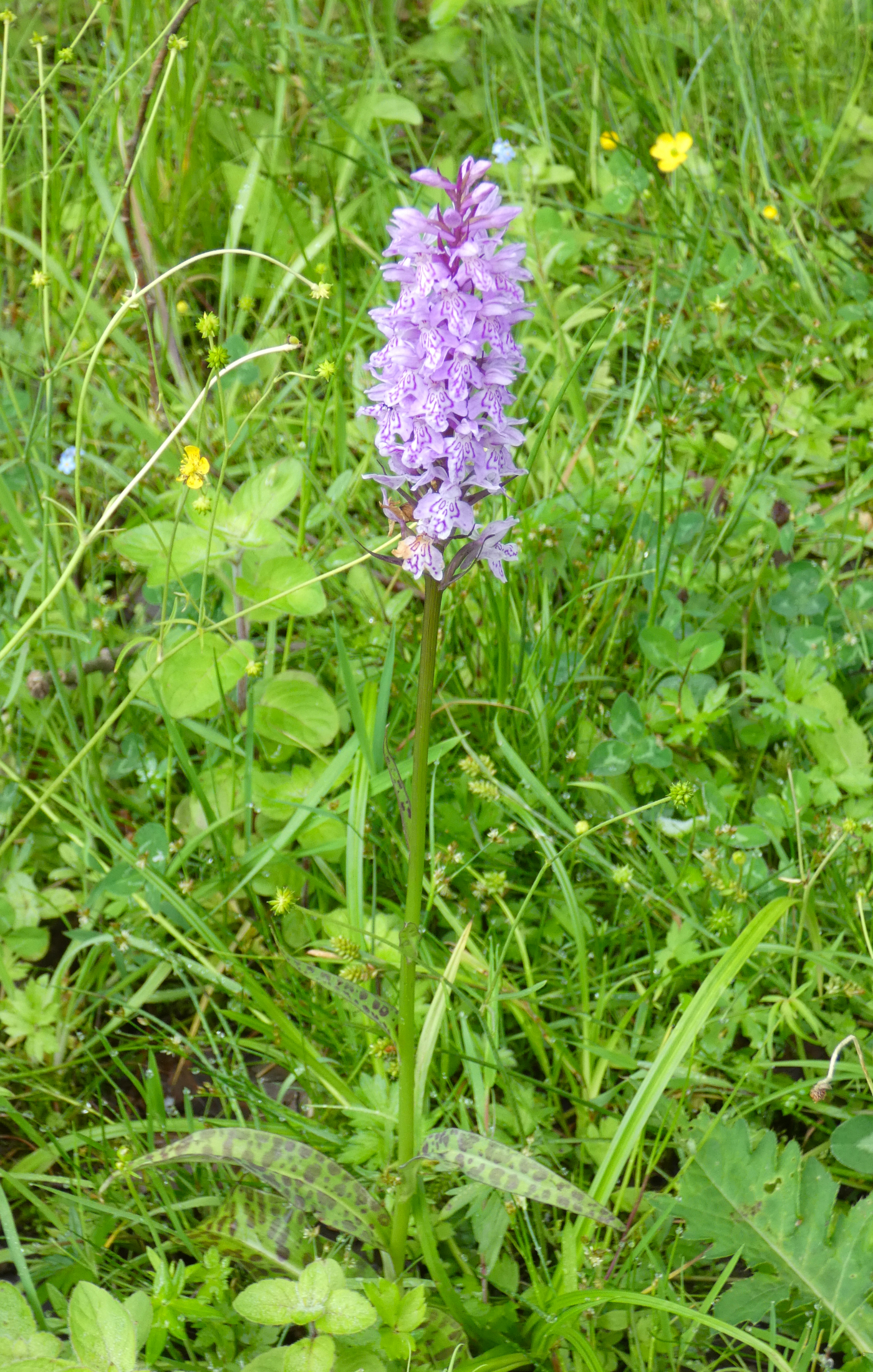
Orchidee am Wegesrand

Am Fahrenbrink bei Springe ist in Felsspalten eine spezialisierte Vegetation unter anderem mit Braunstieligem Streifenfarn und Deutscher Hundszunge sowie verschiedenen Moosen ausgebildet. Im Süden des Fahrenbrinks befinden sich zwei ehemalige Steinbrüche, auf deren Plateaus sich Kalkmagerrasen mit teilweise bedeutenden Orchideenbeständen entwickelt haben. Hier siedeln beispielsweise Fuchs’ Knabenkraut und Braunrote Stendelwurz. Auf Geröllhalden siedelt der Ruprechtsfarn.
Insbesondere im nördlichen Bereich des Naturschutzgebietes sind zahlreiche Quellen und Bachläufe zu finden. Die Quellen sind teilweise als Kalktuffquellen ausgebildet. Weiterhin sind im Naturschutzgebiet einige Teiche und Tümpel zu finden.
Das Naturschutzgebiet ist Lebensraum verschiedener Fledermäuse, darunter Großes Mausohr, Bechsteinfledermaus, Teichfledermaus, Fransenfledermaus, Große Bartfledermaus und Kleine Bartfledermaus. Der Deister ist Lebensraum der Wildkatze. Die Wälder beherbergen den Feuersalamander sowie die Schmetterlingsarten Kleiner Eisvogel, Ulmenzipfelfalter und Großer Schillerfalter. Die Wälder sind Lebensraum u. a. für Schwarz- und Grünspecht. Die Steinbrüche sind Brutplatz des Uhus. Die Bäche beherbergen u. a. die Groppe.
Durch das Naturschutzgebiet verlaufen mehrere Wege, teilweise auch Wanderwege. Im Norden grenzt das Naturschutzgebiet an die Landesstraße 401, den Nienstedter Pass und von diesem bis zur Münder Heerstraße an den Kammweg, ausgenommen ist ein Gebiet am Annaturm. Die gleichnamige Springer Ortslage Köllnischfeld und der daran angrenzende Wald liegen nicht im Naturschutzgebiet.